# Крамерс, Хендрик Антони
Хендрик Антони Крамерс (нидерл. Hendrik Anthony Kramers), (17 декабря 1894, Роттердам — 24 апреля 1952, Эгстгеест) — нидерландский физик-теоретик и общественный деятель.
Член Нидерландской королевской академии наук, член-корреспондент Французской академии наук (1947).

## Биография
Крамерс родился в Роттердаме в семье врача. Младший брат исламоведа Йоханнеса Хендрика Крамерса. С детства увлекался физикой и математикой, а также литературой, обладал хорошим музыкальным слухом, играл на виолончели. После окончания школы Крамерс в течение 1911—1912 изучал латынь и греческий язык, чтобы поступить в университет. За год он смог освоить их и в сентябре 1912 поступил в Лейденский университет, где посещал лекции Хендрика Лоренца и знаменитые семинары Пауля Эренфеста. Тем не менее Эренфест не видел в Крамерсе задатков учёного, и потому в 1916, после получения магистерской степени, тот стал учителем в школе в Арнеме. Крамерс, однако, по-прежнему хотел стать исследователем и в августе 1916 написал Нильсу Бору. Бор пригласил молодого голландца в Копенгаген и вскоре сделал его своим первым ассистентом. В 1917 Крамерс обручился с датчанкой Анной Петерсен, свадьба состоялась 25 октября 1920. Впоследствии у них родилось три дочери и сын.
1 мая 1919 Крамерс защитил в Лейдене докторскую диссертацию, посвящённую вопросам теории спектров, и получил должность научного сотрудника в Институте теоретической физики в Копенгагене, где продолжал работать до 1926 и фактически являлся «заместителем Бора». В 1925 Крамерсу было предложено занять место профессора в Утрехтском университете и руководителя кафедры теоретической физики, и 15 февраля 1926 он вступил в должность (в Копенгагене его место занял Вернер Гейзенберг). С 1931 являлся также внештатным профессором в Делфтском техническом университете. После смерти Эренфеста занял его должность в Лейденском университете (1934). В 1930-е годы некоторое время был редактором литературного журнала, писал и переводил на голландский язык стихи, был экспертом по творчеству Шекспира.
15 мая 1940 голландские войска капитулировали перед нацистскими армиями. Начались гонения против евреев, в результате протестов против которых в ноябре 1940 был закрыт Лейденский университет. В 1941 евреям было запрещено занимать должности в некоммерческих организациях, в том числе в Академии наук. Крамерс вместе с четырьмя другими членами-неевреями покинул Академию в знак протеста. Вынужденный искать другие источники существования, он стал консультантом крупной нефтяной компании «Shell».
С 30 июля по 4 августа 1945 участвовал в качестве научного советника в проходивших в Лондоне американо-англо-голландских переговорах, в результате которых США и Великобритания получили эксклюзивное право на приобретение ториевой руды (монацита), добываемой в Голландской Ост-Индии. В январе 1946 Крамерс был избран председателем Научно-технического комитета Комиссии по атомной энергии ООН в Нью-Йорке; эта комиссия приостановила свою деятельность в мае 1948 из-за разгоревшейся «холодной войны». Будучи в Америке, преподавал в Колумбийском (1946) и Принстонском университетах (1947). В 1946—50 Крамерс занимал должность президента Международного союза чистой и прикладной физики (IUPAP), активно участвовал в создании Голландского фонда фундаментальных исследований материи, Института ядерных исследований в Амстердаме, Голландско-норвежского проекта по исследованию ядерной энергии в Кьеллере (1951), выступил с предложением о размещении CERN в Дании.
С 1929 по 1952 под руководством Крамерса было защищено 27 докторских диссертаций.
Крамерс пережил кровоизлияние в мозг в августе 1947. В апреле 1952 у него обнаружили карциному; после удаления лёгкого случился правосторонний паралич. Умер в результате инфекции в лёгком.

## Научная деятельность
Научные труды Крамерса посвящены атомной физике, квантовой механике, физике твёрдого тела, физике низких температур, физической оптике, кинетической теории газов. В 1920 разработал теорию спектра атома водорода во внешнем электрическом поле (эффект Штарка), основываясь на боровском принципе соответствия. Важное значение для становления квантовой механики имели его работы по теории атома гелия (1916—1922), в которых было показано, что квантование классических орбит приводит к заниженным значениям энергии связи. Задача о гелии была решена лишь в 1926, после построения квантовой механики.
В 1923 впервые применил квантовую теорию к непрерывным спектрам. В 1921 рассмотрел задачу о рассеянии фотона на электроне (впоследствии ставшую известной как эффект Комптона), однако в результате дискуссий с Бором эта идея была отвергнута. Вместо этого в 1924 совместно с Н. Бором и Дж. Слэтером предложил гипотезу, что в элементарных процессах энергия и импульс сохраняются не точно, а лишь статистически, однако вскоре была доказана ошибочность этой мысли. В том же году Крамерс предсказал существование отрицательной дисперсии, что позволило получить полную формулу дисперсии света с учётом комбинационного рассеяния (формула Крамерса — Гейзенберга). Эта работа стала важнейшим методологическим шагом на пути к матричной механике, построенной В. Гейзенбергом в июле 1925.
Внёс вклад в создание математического формализма квантовой механики. В 1926 независимо от Л. Бриллюэна и Г. Вентцеля развил метод решения одномерного уравнения Шрёдингера в рамках так называемого квазиклассического приближения, позволивший установить соответствие с правилами квантования Бора — Зоммерфельда в старой квантовой теории (метод Вентцеля — Крамерса — Бриллюэна, или ВКБ-метод).
В 1927 независимо от Р. Кронига получил дисперсионные соотношения классической электродинамики, связывающие действительную и мнимую части поляризуемости или показателя преломления (соотношения Крамерса — Кронига). В 1929 сформулировал так называемую теорему Крамерса в теории магнетизма. В 1930 разработал математический формализм для описания мультиплетной структуры атомных спектров.
Предложил закон Крамерса для непрозрачностей, описывающий зависимость коэффициентов поглощения электромагнитного излучения от плотности и температуры среды, в которой оно распространяется.
В дальнейшем Крамерс участвовал в создании теории обменного взаимодействия и ввёл механизм сверхобмена (1934), развил теорию дырок Дирака (1937), предложил идею зарядового сопряжения как общего свойства фермионов, указал на проблему вычитания бесконечностей в квантовой электродинамике (1938).

## Награды
- Медаль Лоренца (1948)
- Медаль Хьюза Лондонского королевского общества (1951)
- Почётный доктор университетов Осло, Лунда, Стокгольма и Парижа

## Публикации
- Х. Крамерс. Строение атома и теория Бора. — М.—Л., 1926.
- H.A. Kramers. Collected Scientific Papers. — Amsterdam: North-Holland, 1956.

## Память
В 1970 г. Международный астрономический союз присвоил имя Хендрика Крамерса кратеру на обратной стороне Луны.